# KIC 9832227
KIC 9832227 — тесная двойная (по другим данным — тройная) звёздная система в созвездии Лебедя. Находится на расстоянии 1800 св. лет от Солнца.
Для первоначально определённой как двойной звёздной системы по последним исследованиям лучше подходит модель тройной. Является затменно-двойной звездой с периодом обращения 11 часов. В 2013 году, подняв данные за последние полтора десятка лет наблюдений за системой, учёные смогли выяснить, что период вращения светил вокруг общего центра масс сокращается. Было предсказано столкновение звёзд этой системы в 2022 году (плюс-минус 1 год), которое приведёт к появлению особой яркой красной новой звезды.
Это будет очень резкое изменение в небе, и любой человек сможет увидеть это. Вам не понадобится телескоп, чтобы сказать мне в 2023 году, прав я был или нет. Хотя отсутствие взрыва разочарует меня, любой альтернативный исход будет не менее интересным, — утверждает профессор Ларри Мольнар.
Согласно другим исследованиям данного предсказания, в расчётах были допущены ошибки и слияние будет происходить в иное время.